# Thread (протокол)
Thread — це мережевий протокол на основі IPv6, розроблений для пристроїв Інтернету речей із низьким енергоспоживанням у бездротовій сітчастій мережі IEEE 802.15.4-2006, яку зазвичай називають бездротовою персональною мережею (WPAN). Thread не залежить від інших мережевих протоколів 802.15 mesh, таких як ZigBee, Z-Wave і Bluetooth LE. Протокол, який часто використовується як транспортний засіб для Matter (комбінація відома як Matter over Thread), дедалі частіше використовується для підключення пристроїв розумного дому з низьким енергоспоживанням і живленням від акумулятора.

## Організація
У липні 2014 року було створено альянс Thread Group як галузеву групу для розробки, підтримки та прийняттю Thread як галузевого мережевого стандарту для програм IoT. Thread Group забезпечує сертифікацію компонентів і продуктів, щоб гарантувати дотримання специфікацій. Першими членами були ARM Holdings, Big Ass Solutions, NXP Semiconductors / Freescale, дочірня компанія Google Nest Labs, OSRAM, Samsung, Silicon Labs, Somfy, Tyco International, Qualcomm і Yale Lock Company. У серпні 2018 року Apple приєдналася до групи і випустила свій перший продукт Thread, HomePod Mini, наприкінці 2020 року.

## Характеристики
Thread використовує 6LoWPAN, який, своєю чергою, використовує бездротовий протокол IEEE 802.15.4 із мережевим зв'язком (у спектрі 2,4 ГГц), як і Zigbee та інші системи. Проте Thread має IP-адресу, доступ до хмари та шифрування AES. Реалізація Thread із відкритим вихідним кодом під ліцензією BSD під назвою OpenThread доступна та керується Google.
Thread — це протокол бездротової сітчастої мережі з низьким енергоспоживанням і малою затримкою, створений із використанням відкритих і перевірених стандартів.[джерело?] Він використовує 6LoWPAN, який базується на використанні з'єднувального маршрутизатора, який називається межовим маршрутизатором. Thread називає свої периферійні маршрутизатори граничними маршрутизаторами. Thread вирішує складності IoT, розв'язуває такі проблеми, як сумісність, радіус дії, безпека, енергія та надійність. Thread мережа не має жодної точки відмови, і вона має здатність до самовідновлення.
Thread базується на існуючих технологіях на всіх рівнях: від маршрутизації, пакетування та безпеки до бездротової радіотехнології. Подібно до Wi-Fi, з його широким спектром пристроїв, Thread є відкритим стандартом, який не прив'язаний до конкретного виробника, що мінімізує ризик несумісності.
Основа IPv6 Thread не залежить від програм, що пропонує виробникам продуктів гнучкість у виборі одного або кількох рівнів додатків для підключення пристроїв у кількох мережах. : 19–21 Розробники можуть швидше вивести свої програми, пристрої, системи та служби на ринок, оскільки вони використовують той самий набір інструментів, доступних для Інтернету.
Симулятор мережі OpenThread, частина реалізації OpenThread, моделює мережі Thread за допомогою екземплярів OpenThread POSIX і забезпечує візуалізацію та керування цими змодельованими мережами. Симулятор використовує симуляцію дискретних подій і дозволяє візуалізувати комунікації через веб-інтерфейс.
У 2019 році проєкт Connected Home over IP (CHIP), перейменований на Matter, очолюваний Zigbee Alliance, тепер Connectivity Standards Alliance (CSA), Google, Amazon і Apple, оголосив про широку співпрацю для створення безоплатної стандартна база коду з відкритим вихідним кодом для сприяння сумісності домашнього підключення, використання Thread, Wi-Fi і Bluetooth Low Energy.

## Ролі та типи Thread вузлів

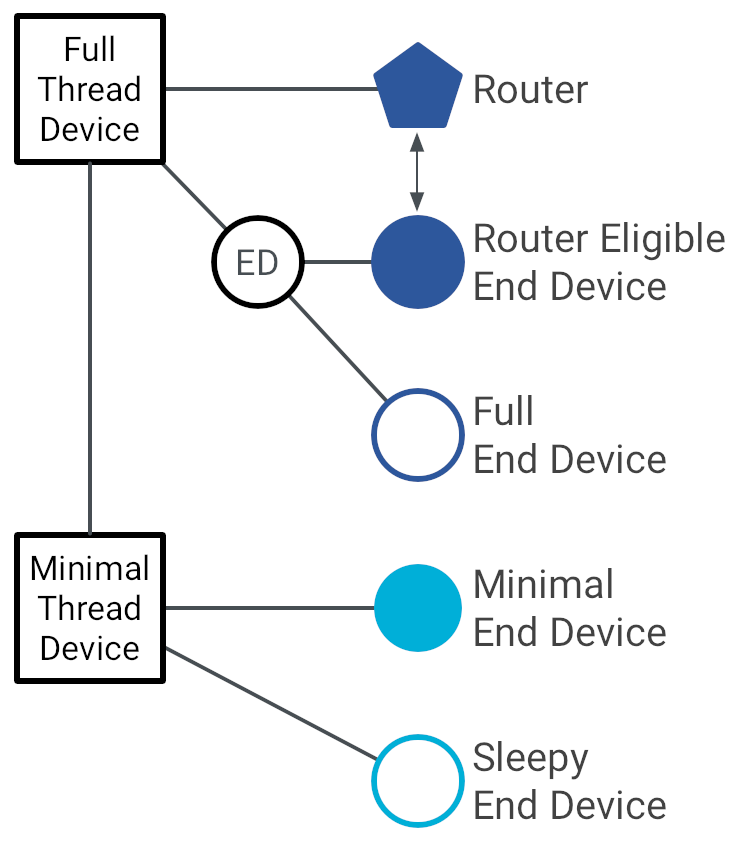
Типи вузлів Thread

Усі пристрої в Thread мережі поділяються на два типи: пристрій з повноцінною підтримкою Thread - Full Thread Device (FTD) та пристрій з мінімальною підтримкою Thread - Minimal Thread Device (MTD). 
Full Thread Device завжди підтримує активний радіозв'язок, підписується на мультикаст адресу всіх маршрутизаторів і підтримує співставлення IPv6-адрес. (FTD) може функціонувати як маршрутизатор (батьківський пристрій) або як кінцевий (дочірній пристрій). Існує три види FTD:
- Маршрутизатор (router)
- Кінцевий пристрій, що може бути маршрутизатором, Router Eligible End Device (REED) — може бути підвищений до маршрутизатора
- Повноцінний кінцевий пристрій Full End Device (FED) — не може бути підвищений до маршрутизатора.

Minimal Thread Device не підписується на мультикаст адресу всіх маршрутизаторів і пересилає всі повідомлення своєму батьківському пристрою. MTD може функціонувати тільки як кінцевий  (дочірній пристрій) Існує два типи MTD:
- Мінімальний кінцевий пристрій Minimal End Device (MED) — радіопередавач завжди увікнений, не потребує опитування для отримання повідомлень від свого батьківського пристрою.
- Сплячий кінцевий пристрій Sleepy End Device (SED) — радіопередавач зазвичай вимкнений, періодично прокидається для опитування повідомлень від свого батьківського пристрою.

#### Підвищення та пониження ролей
Коли REED є єдиним вузлом, доступним для нового кінцевого пристрою, який бажає приєднатися до мережі Thread, він може оновити себе та працювати як маршрутизатор. І навпаки, якщо маршрутизатор не має дочірніх елементів, він може сам себе понизити та працювати як кінцевий пристрій.

#### Інші ролі та типи

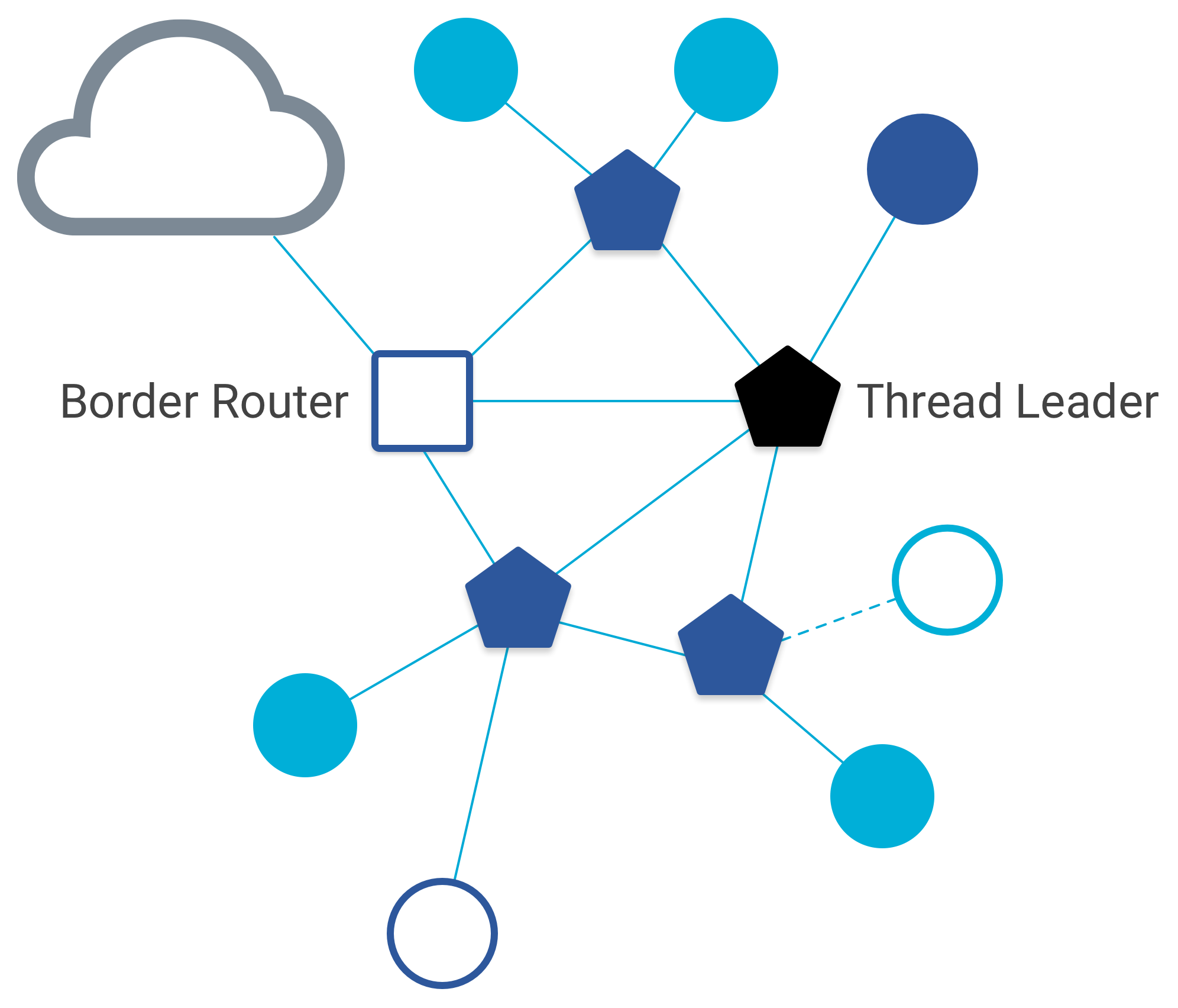
Thread Leader та Border router

Лідер Thread (Thread Leader) - це маршрутизатор, який управляє іншими маршрутизаторами в мережі Thread. Він автоматично обирається для забезпечення надійності та відповідає за збір і розподіл конфігураційних даних по всій мережі.
Прикордонний маршрутизатор (Border Router) - це пристрій, який може передавати інформацію між мережею Thread та мережею, що не є Thread (наприклад, Wi-Fi). Він також налаштовує мережу Thread для зовнішнього підключення.
Частини (Partitions) - Thread мережа може бути поділена на частини. Це відбувається, коли одна група Thread пристроїв більше не може спілкуватися з іншою. Кожна частина логічно функціонує як окрема Thread мережа з власним керівним маршрутизатором, призначенням ідентифікаторів маршрутизаторів та мережевими даними, зберігаючи при цьому однакові облікові дані безпеки для всіх пристроїв у всіх частинах. Частини в Thread мережі не мають бездротового зв'язку між собою, і якщо частини відновлюють зв'язок, вони автоматично об'єднуються в одну мережу. 

## Відмінності Thread та ZigBee
Thread і ZigBee — це протоколи бездротових мереж із низьким енергоспоживанням, засновані на стандарті 802.15.4 IEEE, який визначає фізичний рівень [PHY] та рівень управління доступом до середовища [MAC]) цих протоколів.
- Thread використовує IPv6, що забезпечує з'єднання між мережами Thread та інщими мережами на основі IPv6, такими як Wi-Fi. ZigBee, не використовує IPv6 адресацію. Натомість кожен вузол у ZigBee мережі отримує 16-бітну адресу, яка може бути перетворена в IP за допомогою шлюзу-мосту на рівні додатків.
- Thread не визначає конкретних рівнів додатків, тоді як ZigBee охоплює всі рівні в моделі OSI. Це робить Thread гнучкішим у виборі програмного забезпечення, а ZigBee — суміснішим на рівні додатків
- У Thread аутентифікація та налаштування мережі відбуваються через смартфон, а в ZigBee — через спеціальний центральний пристрій, який забезпечує безпеку і підключення, коли пристрої знаходяться поруч із ним
- Thread був вперше випущений у 2015 році, тоді як ZigBee існує з 2005 року. Сьогодні ZigBee має значно більшу ринкову присутність і ширше галузеве охоплення. Thread досі є відносно новим і перебуває на етапі "прийняття". [11]

## Відмінності Thread та Matter

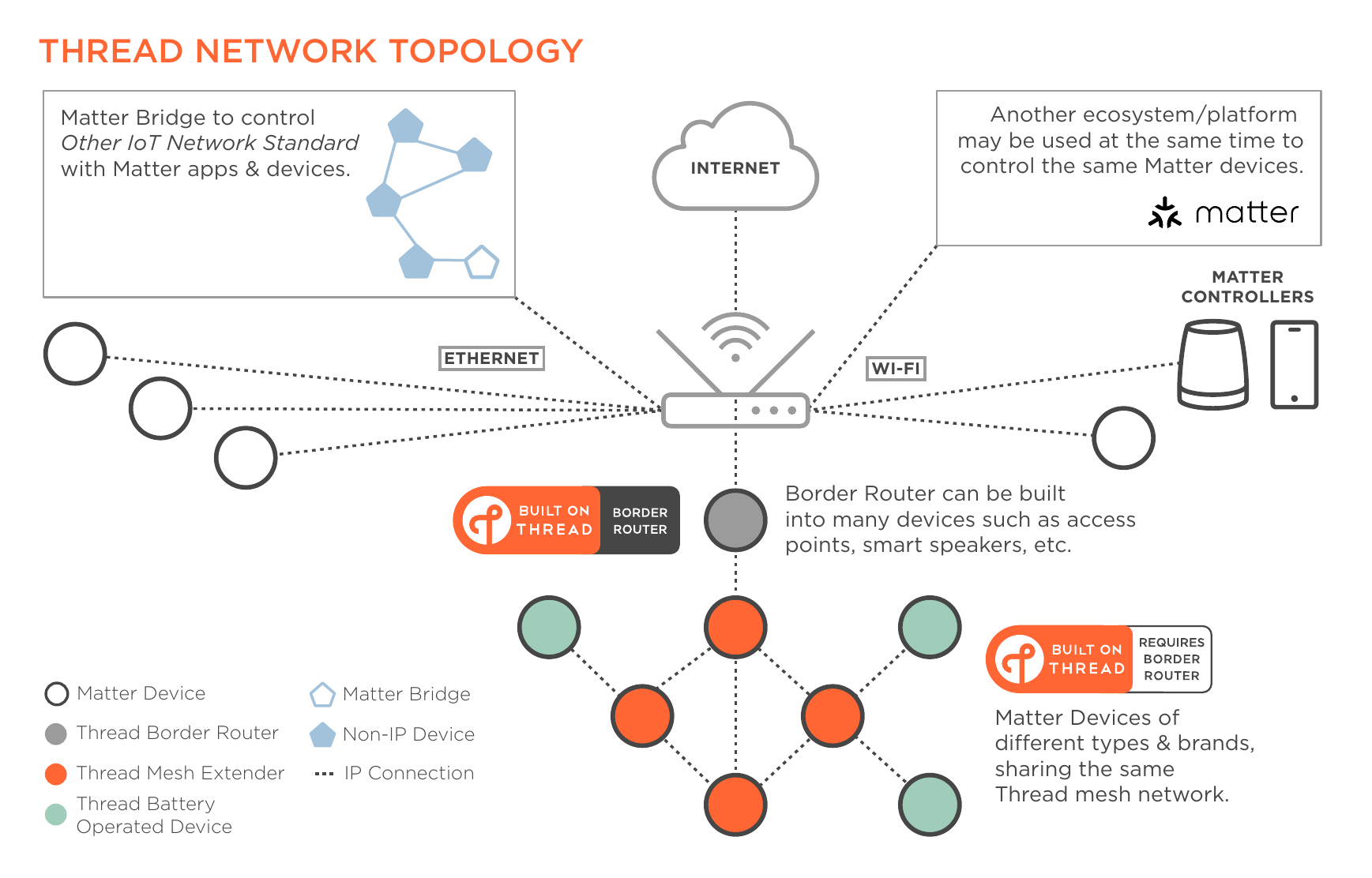
Приклад роботи Matter over Thread

Thread – це мережевий протокол, розроблений для покращення підключення розумних пристроїв у вашому домі. Він створює mesh-мережу, де пристрої можуть спілкуватися безпосередньо між собою без необхідності в центральному хабі. Якщо один пристрій виходить з ладу, інформація просто передається через інший пристрій.
Matter – це комунікаційний протокол, який дозволяє різним розумним пристроям взаємодіяти між собою незалежно від того, яку платформу розумного дому ви використовуєте (Google Assistant, Alexa, HomeKit тощо). Він спрощує сумісність пристроїв і дозволяє контролювати їх із будь-якого пристрою чи голосового помічника.
Thread і Matter тісно пов'язані, і їхня взаємодія часто називається Matter over Thread. Thread виступає як мережевий протокол, що забезпечує стабільне та швидке з'єднання між пристроями, а Matter – як комунікаційний протокол, що дозволяє цим пристроям спілкуватися незалежно від платформи розумного дому. Thread створює mesh-мережу для передачі даних між пристроями, а Matter забезпечує універсальну «мову» для їхньої взаємодії. 

## Переваги та недоліки Thread
Переваги:
- IPv6 адресація: завдяки IPv6, Thread забезпечує кожному пристрою унікальну IP-адресу, яка може напряму спілкуватися з іншими пристроями чи сервісами в Інтернеті через шлюз (Thread Border Router). Це на відміну від ZigBee або Z-Wave дозволяє шлюзу додатково не перекладати данні у формат, зрозумілий для Wi-Fi або Ethernet мереж. У Thread немає потреби у використанні технологій типу NAT, які часто використовуються в протоколах з обмеженою кількістю адрес (як в IPv4). Це спрощує мережу та зменшує затримки. У протоколах, що не підтримують IPv6, потрібні додаткові шлюзи для переведення адрес та даних.
- Низька затримка передачі данних: завдяки використанню IPv6 та відсутності потреби в перекладі даних через NAT, Thread дозволяє пристроям напряму обмінюватися даними, що значно зменшує затримки.
- Мале енергоспоживання: малопотужні Thread пристрої можуть надсилати данні роками, живлячись від таблеткової батарейки. Така ефективність можлмва через те що пристрої насилають данні періодично та використовують режим сну.

- Немає єдиної точки відмови: у Thread мережі немає традиційного центрального вузла, як у деяких інших протоколах. Однак є спеціалізований вузол під назвою Leader (лідер), який координує деякі процеси в мережі, як-от підтримку структури мережі та вибір нових маршрутизаторів. Якщо лідер виходить з ладу, інший вузол автоматично стає новим лідером без впливу на роботу мережі. Це гарантує відсутність єдиної точки відмови. Також в мережі є Border Router (пограничний маршрутизатор), який забезпечує зв'язок між Thread-мережею та іншими мережами (наприклад, Wi-Fi чи Ethernet), але він теж не є єдиною точкою відмови, бо таких маршрутизаторів може бути кілька.
- Масштабованість: Thread мережі можуть підтримувати сотні пристроїв, залишаючись стабільними і ефективними.

Недоліки:
- Мала кількість Thread пристроїв на ринку: Thread — відносно новий протокол, тому він має меншу екосистему підтримуваних пристроїв порівняно з іншими технологіями, як Zigbee чи Z-Wave. Це може ускладнити пошук сумісних пристроїв і рішень.
- Залежність від шлюзів (Border Routers): Хоча мережа не має єдиної точки відмови, для зв’язку з іншими мережами, як-от Wi-Fi чи Ethernet, все ж потрібен Thread Border Router. Відсутність або поломка цих маршрутизаторів може тимчасово обмежити зовнішній зв’язок мережі.
- Низька пропускна здатність: Thread спроєктований для передачі невеликих обсягів даних із низькою швидкістю. Це підходить для сенсорних пристроїв (наприклад, термостатів, ламп або датчиків), але може бути проблемою для пристроїв, які потребують передачі великих обсягів інформації, таких як відеокамери або потокове аудіо. Це обмеження робить Thread менш придатним для застосунків, де потрібна висока швидкість передачі даних.
- Відсутність зворотної сумісності: Thread не сумісний з іншими популярними протоколами, такими як Zigbee або Z-Wave без додаткових шлюзів.

## Список Thread Border Router
| Компанія       | Назва пристрою |
| -------------- | --- |
| Apple          | Apple TV 4K (2nd generation) Apple TV 4K Wi-Fi+Ethernet (3rd generation) HomePod (2nd generation) HomePod mini |
| Google         | Nest Hub (2nd generation) Nest Hub Max Nest Wifi Pro Nest Wifi |
| Amazon         | Echo (4th Gen) Echo Show 8 (3rd Gen) Echo Hub Echo Studio Echo Studio (2nd Gen) Echo Plus (2nd Gen) Echo Show 10 (3rd Gen) Eero Beacon Eero Pro Eero 6 Eero 6+ Eero Pro 6 Eero Pro 6E Eero PoE 6 Eero PoE Gateway Eero Max 7 |
| SmartThings    | SmartThings Hub (v3) SmartThings Station Aeotec Smart Home Hub |
| Home Assistant | Home Assistant Yellow Home Assistant Connect ZBT-1 |
| Інші виробники | Nanoleaf Lines Nanoleaf Shapes Nanoleaf Elements Aqara Hub M3 Tado Bridge X Tado Heat Pump Optimizer GL iNet GL-S200 nami mesh sensor Harman Kardon Virtuo                                                                   |

## Список мобільних телефонів з Thread
| Компанія | Назва пристрою | Доступність                            |
| -------- | -------------- | -------------------------------------- |
| Apple    | iPhone 15 Pro  | Включаючи Pro Max                      |
| Google   | Pixel 9        | Усі моделі, включно з Pixel 9 Pro Fold |